# Вільяверде-Мохіна
Вільяверде-Мохіна (ісп. Villaverde-Mogina) — муніципалітет в Іспанії, у складі автономної спільноти Кастилія-і-Леон, у провінції Бургос. Населення — 83 особи (2010).
Муніципалітет розташований на відстані близько 200 км на північ від Мадрида, 36 км на південний захід від Бургоса.

## Демографія
Динаміка населення (INE ):